# Huntingdon (circonscription britannique)
Pour les articles homonymes, voir Huntingdon.
Circonscription parlementaire de la Chambre des communes
La circonscription d'Huntingdon est une circonscription anglaise située dans le Cambridgeshire et représentée à la Chambre des communes du Parlement britannique.

## Géographie
La circonscription comprend:
- Les villes de Huntingdon, Godmanchester, St Ives et St Neots

## Députés
Les Members of Parliament (MPs) de la circonscription sont:
La circonscription apparue en 1290 et représentée par deux députés dont Thomas Chicheley (1601-1604), Oliver Cromwell (1628-1629), John Thurloe (1659-1659), Charles Boyle (1701-1705), Francis Page (1708-1713), Wills Hill (mai 1741-déc. 1741), Constantine John Phipps (1776-1784), Hugh Palliser (1780-1784), John Willett Payne (1787-1796), Jonathan Peel (1831-1868) et Frederick Pollock (1831-1844).
1868-1918
| Législature                                  | Années    | Député                | Député                  | Parti        |
| -------------------------------------------- | --------- | --------------------- | ----------------------- | ------------ |
| Huntingdon issue de Huntingdonshire          |           |                       |                         |              |
| 20e                                          | 1868–1873 |                       | Thomas Baring           | Conservateur |
| 20e                                          | 1873-1874 | John Burgess Karslake |                         | Conservateur |
| 21e                                          | 1874–1876 | John Burgess Karslake |                         | Conservateur |
| 21e                                          | 1876-1880 | Edward Montagu        |                         | Conservateur |
| 22e                                          | 1880–1884 | Edward Montagu        |                         | Conservateur |
| 22e                                          | 1884-1885 | Robert Peel           |                         | Conservateur |
| 23e                                          | 1885–1886 |                       | Thomas Coote            | Libéral      |
| 24e                                          | 1886–1892 |                       | Arthur Smith-Barry      | Conservateur |
| 25e                                          | 1892–1895 |                       | Arthur Smith-Barry      | Conservateur |
| 26e                                          | 1895–1900 |                       | Arthur Smith-Barry      | Conservateur |
| 27e                                          | 1900–1906 | George Montagu        |                         | Conservateur |
| 28e                                          | 1906–1910 |                       | Samuel Howard Whitbread | Libéral      |
| 29e                                          | 1910–1910 |                       | John Cator              | Conservateur |
| 30e                                          | 1910–1916 |                       | John Cator              | Conservateur |
| Circonscription abolie, voir Huntingdonshire |           |                       |                         |              |

Depuis 1983
| Législature                                | Années       | Député            | Député     | Parti        |
| ------------------------------------------ | ------------ | ----------------- | ---------- | ------------ |
| Recréée de Huntingdonshire et Peterborough |              |                   |            |              |
| 49e                                        | 1983–1987    |                   | John Major | Conservateur |
| 50e                                        | 1987–1992    |                   | John Major | Conservateur |
| 51e                                        | 1992–1997    |                   | John Major | Conservateur |
| 52e                                        | 1997–2001    |                   | John Major | Conservateur |
| 53e                                        | 2001–2005    | Jonathan Djanogly |            | Conservateur |
| 54e                                        | 2005–2010    | Jonathan Djanogly |            | Conservateur |
| 55e                                        | 2010–2015    | Jonathan Djanogly |            | Conservateur |
| 56e                                        | 2015–2017    | Jonathan Djanogly |            | Conservateur |
| 57e                                        | 2017–2019    | Jonathan Djanogly |            | Conservateur |
| 58e                                        | 2019–Présent | Jonathan Djanogly |            | Conservateur |

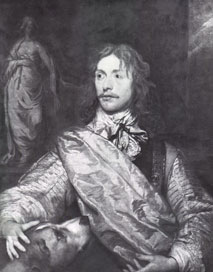
Thomas Chicheley (1601-1604), par William Dobson
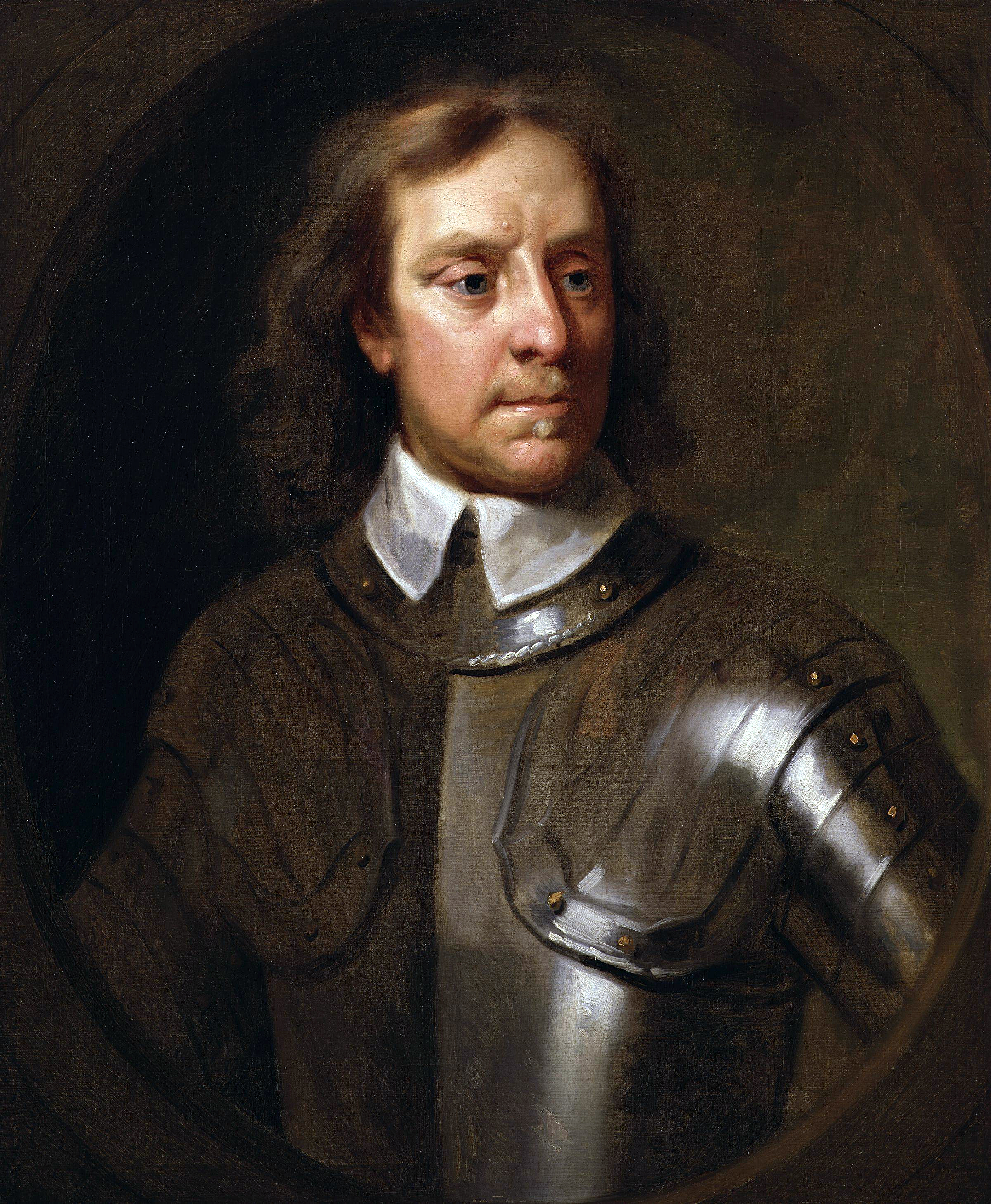
Oliver Cromwell (1628-1629), par Samuel Cooper
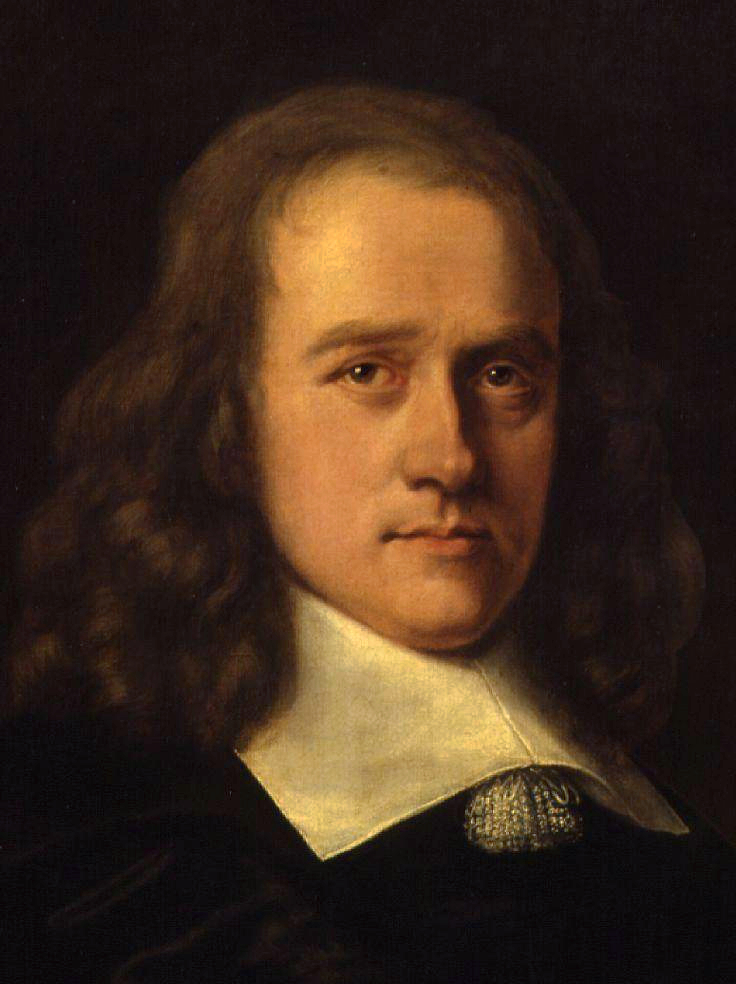
John Thurloe (1659-1659)
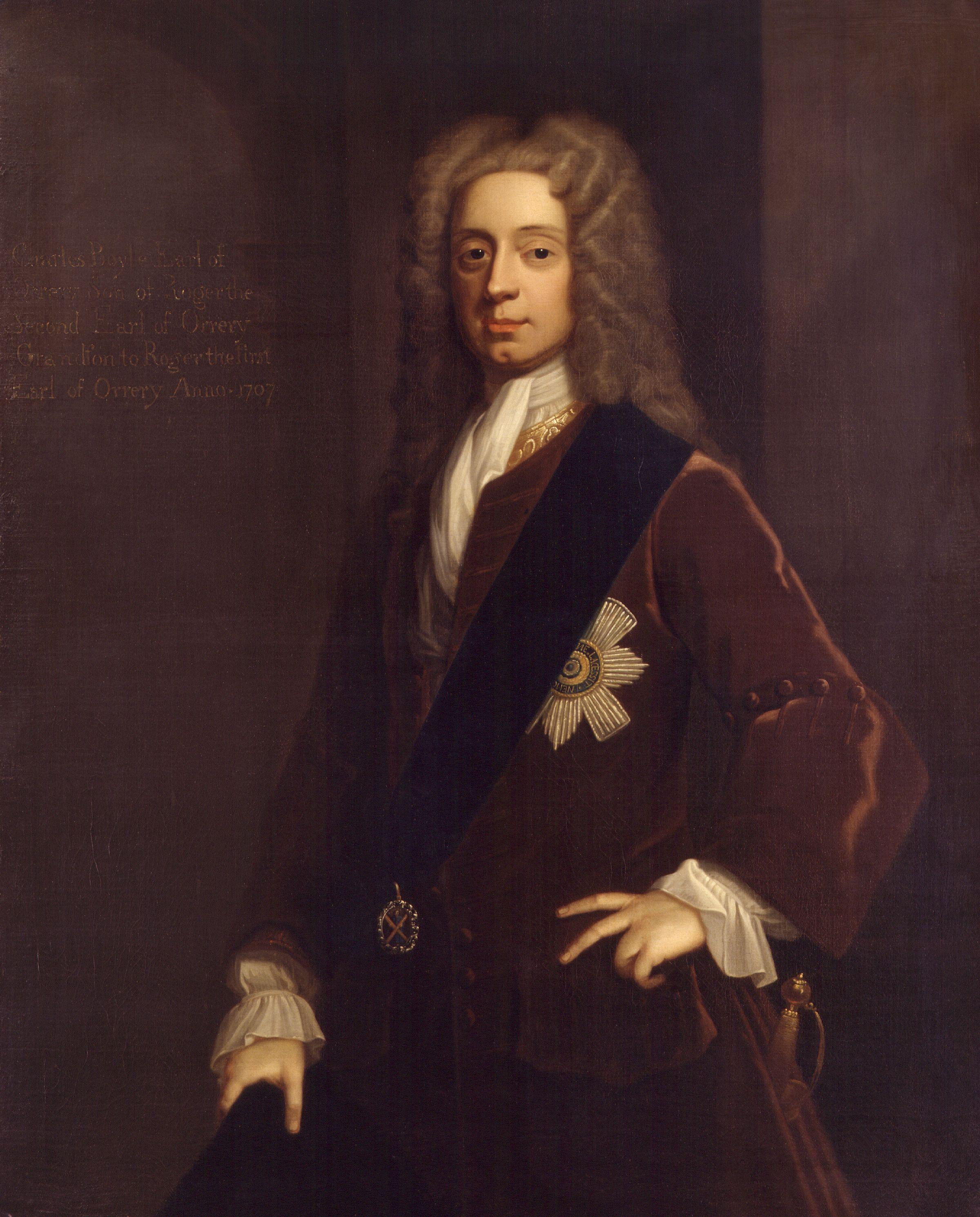
Charles Boyle (1701-1705), par Charles Jervas
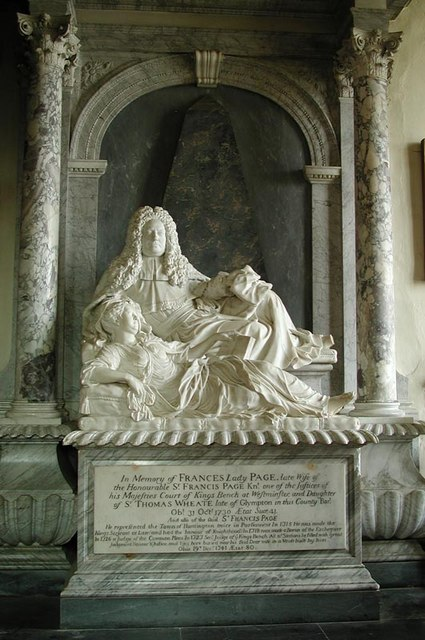
Francis Page (1708-1713), stèle funéraire
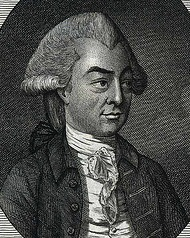
Wills Hill (mai 1741-déc. 1741)
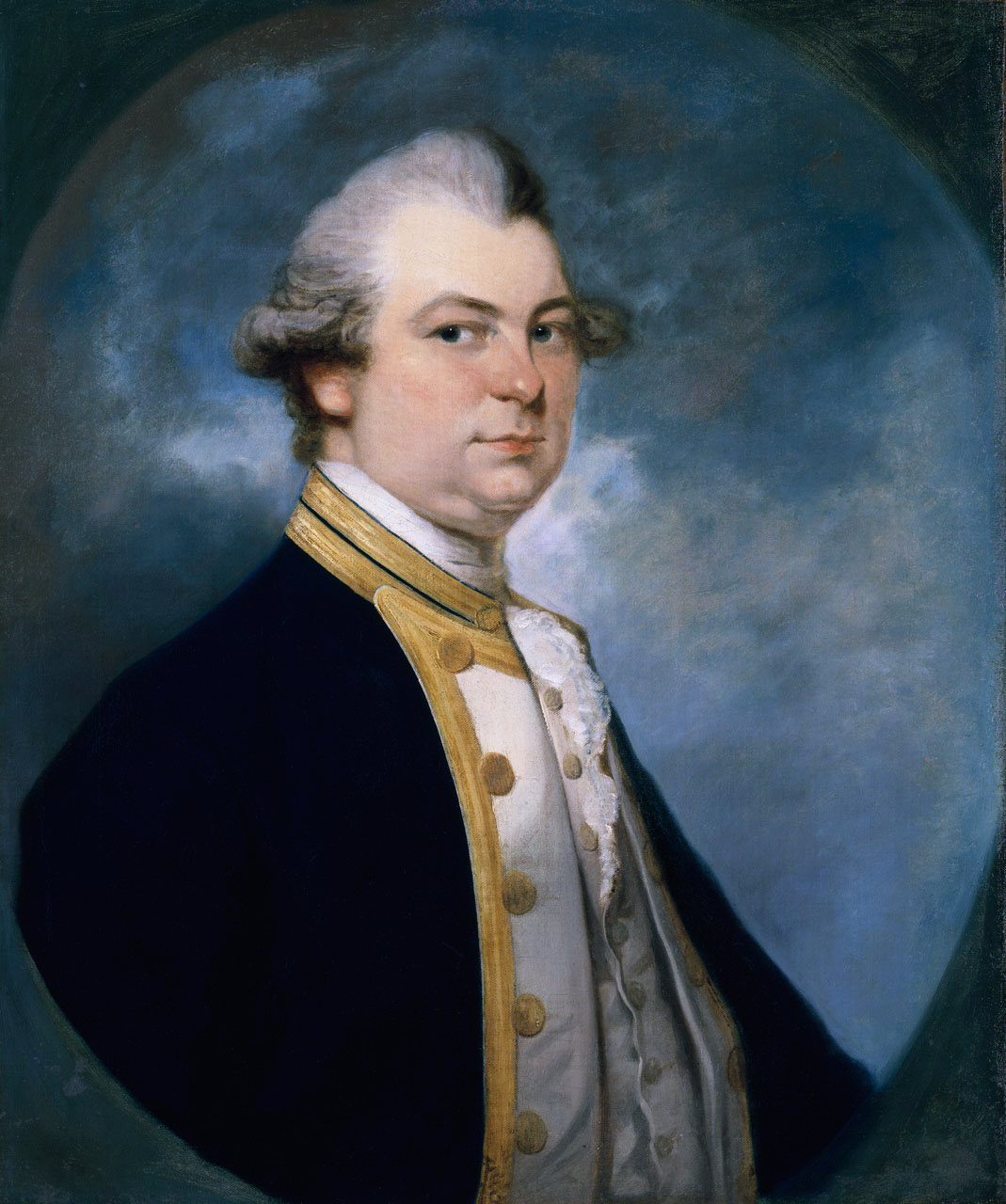
Constantine John Phipps (1776-1784), par Ozias Humphry
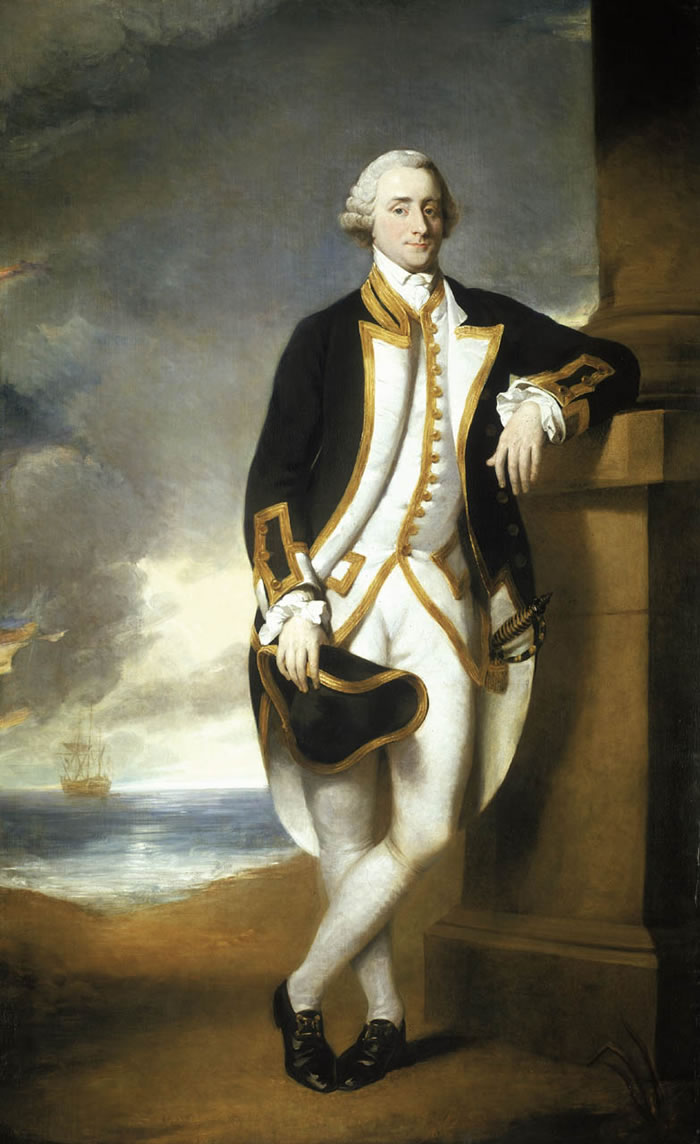
Hugh Palliser (1780-1784), par George Dance le Jeune
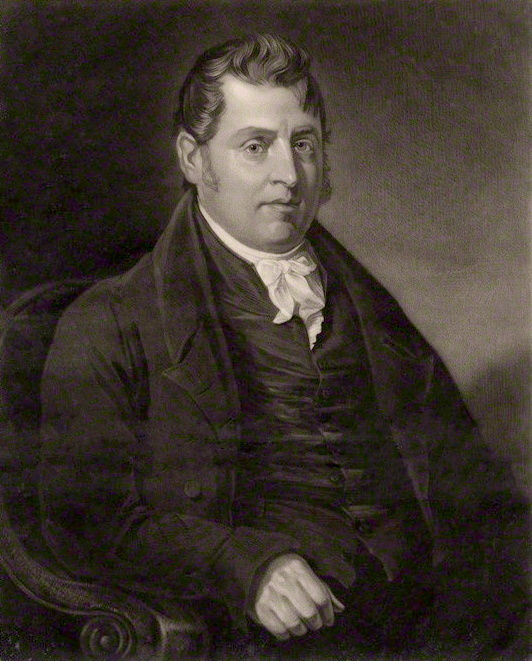
Jonathan Peel (1831-1868), par Samuel William Reynolds
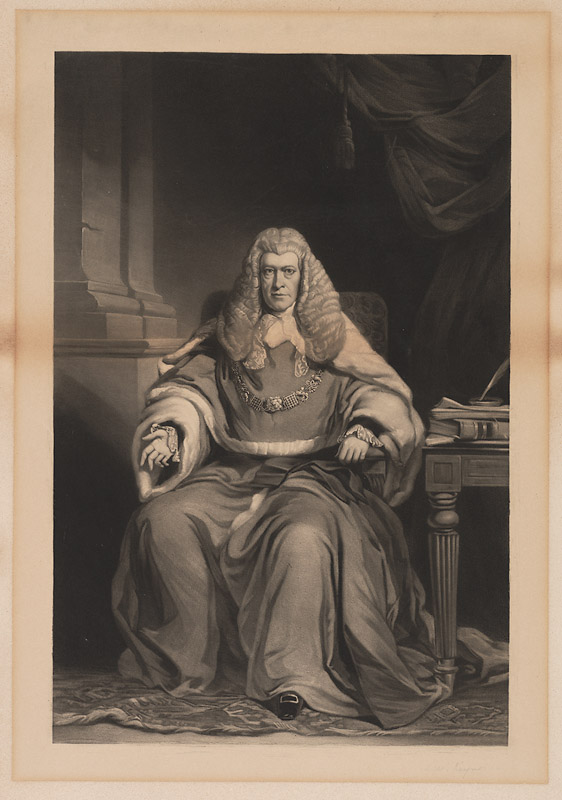
Frederick Pollock (1831-1844), par Samuel William Reynolds
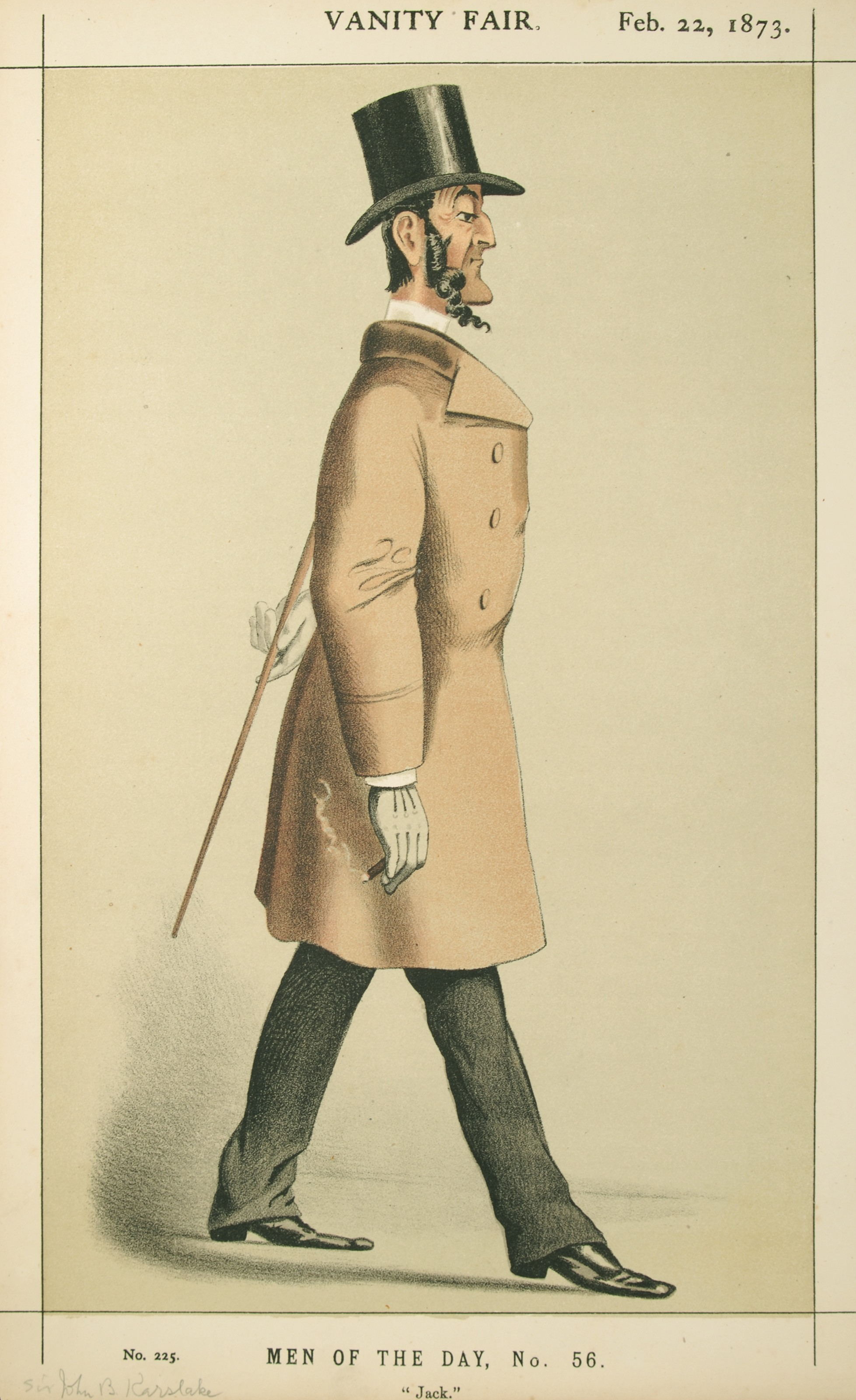
John Burgess Karslake (1873-1876), par Lyall dans Vanity Fair
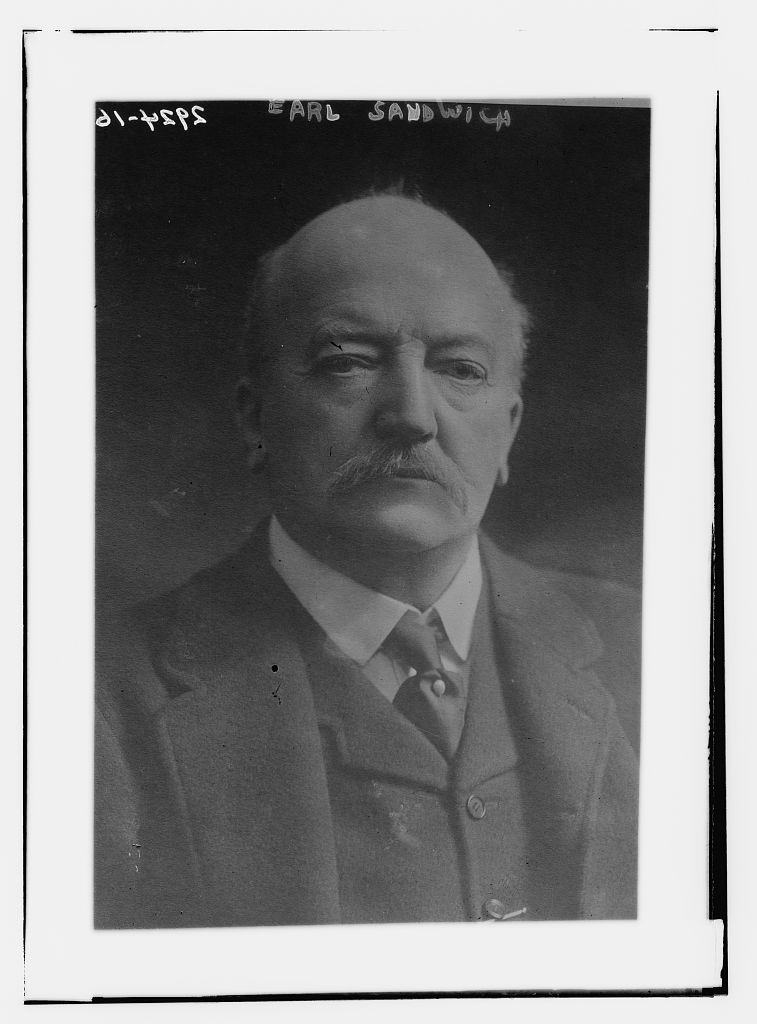
Edward Montagu (1876-1884)
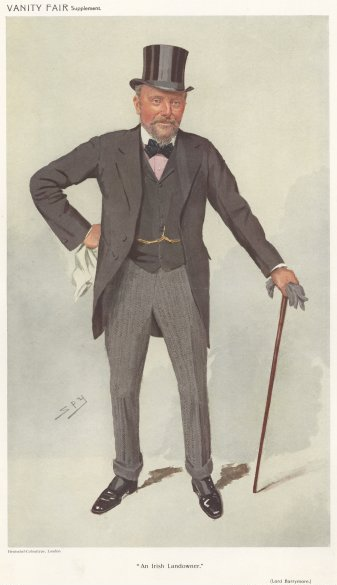
Arthur Smith-Barry, par Spy dans Vanity Fair
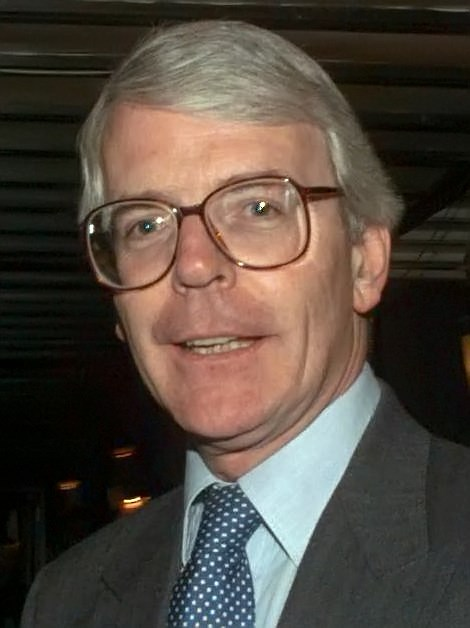
John Major (1983-2001)
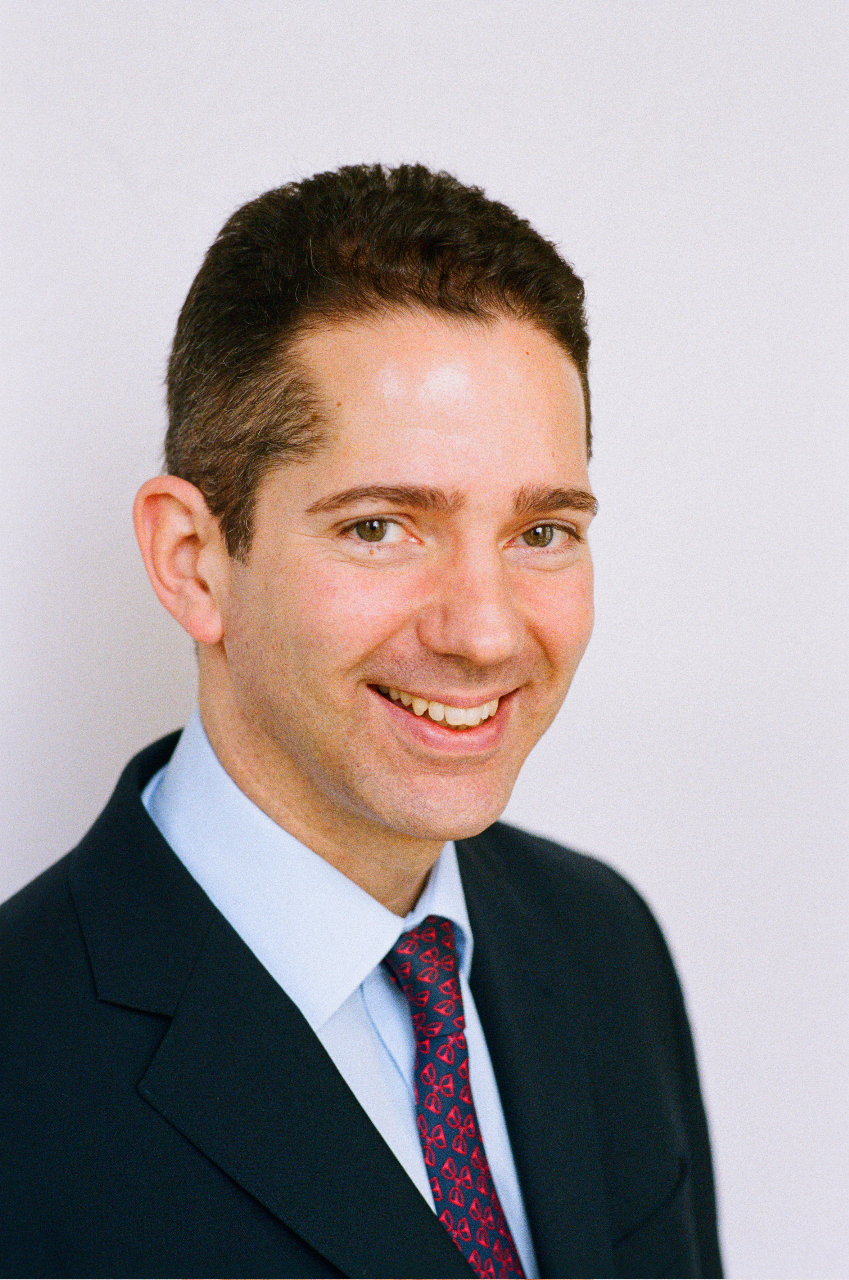
Jonathan Djanogly (2001-Présent)

## Référence
- (en) Cet article est partiellement ou en totalité issu de l’article de Wikipédia en anglais intitulé « Huntingdon (UK Parliament constituency) » (voir la liste des auteurs).
- Carte des circonscriptions du Royaume-Uni — Ordnance Survey (Service cartographique du Royaume-Uni)